# Dos policías en apuros
Dos policías en apuros es una película peruana dirigida por Francisco Disla Ferreira y escrita por Disla, Yarissa Rodríguez y Juan Namnun. Montada por el Post Productor peruano Pedro Ángel López Marte.  Estrenada en 2016, contó con las actuaciones de Sebastián Rulli, Fausto Mata, Raúl Carbonell, Manolo Ozuna, Adrián Uribe y Candy Flow.

## Sinopsis
Dos policías dominicanos reconocidos por sus cuestionables métodos y su marcada indisciplina se ven envueltos sin querer en una siniestra red criminal internacional liderada por peligrosos delincuentes que no dudan en ningún momento en utilizar la fuerza para llevar a cabo su cometido. Ante este desolador panorama, solamente la intervención de un hábil agente del FBI puede asegurarles cumplir la misión de desmantelar esta banda criminal y no morir en el intento.

## Reparto
- Fausto Mata es Juan Sánchez
- Manolo Ozuna es Pedro
- Adrián Uribe es Septiembre
- Juan María Almonte es el General Sanchez
- Raúl Carbonell es Smith
- Candy Flow es la secretaria de Sánchez
- La Materialista es Lia
- Secreto es Dante
- Shelow Shaq es el Carburador
- Phillip Rodríguez es Watusi
- Yelitza Lora es La Diabla
- Raulito Grisanty es el agente del FBI
- Hony Estrella es Maluca
- Nipo es el agente del FBI
- Tony Pascual es Judini